# Sovjetunionen i olympiska sommarspelen 1964
Sovjetunionen deltog i olympiska sommarspelen 1964 i Tokyo med 317 deltagare i 19 sporter. Totalt vann de trettio guldmedaljer, trettioen silvermedaljer och trettiofem bronsmedaljer.